# Bouqueron
Bouqueron est une ancienne commune française du département de l'Isère. La commune n'a connu qu'une brève existence : entre 1790 et 1794, elle est supprimée et rattachée à Meylan. Bouqueron constitue aujourd'hui un hameau de Corenc, et est connu notamment pour son château, inscrit aux Monuments historiques.

## Source
- Des villages de Cassini aux communes d'aujourd'hui, « Notice communale : Bouqueron », sur ehess.fr, École des hautes études en sciences sociales.